# Henry Hudson Parkway
La Henry Hudson Parkway est une route de 17,62 km à New York. Le terminus sud se trouve à Manhattan, à la 57e rue du côté nord et à la 56e rue du côté sud, où la route continue vers le sud sous le nom de West Side Highway. Elle est souvent appelée à tort West Side Highway tout au long de son parcours dans Manhattan. Le terminus nord se trouve à la limite du comté du Bronx-Westchester, où elle continue vers le nord sous le nom de Saw Mill River Parkway (en). Tous les tronçons de la route, sauf le kilomètre le plus au nord, sont cosignés comme New York State Route 9A (NY 9A). En outre, la totalité de la promenade est désignée New York State Route 907V (NY 907V), une route de référence non signée.
Les propriétaires de la promenade sont le New York State Department of Transportation (en), le New York City Department of Transportation, le New York City Department of Parks and Recreation, la Metropolitan Transportation Authority, Amtrak et l'Autorité portuaire de New York et du New Jersey.
La Henry Hudson Parkway a été créée par la Henry Hudson Parkway Authority, qui était dirigée par le maître d'œuvre Robert Moses. Pour sa construction, le Riverdale Monument, commémorant les anciens combattants de la Première Guerre mondiale des quartiers de Riverdale, Spuyten Duyvil et Kingsbridge, a été déplacé plus au sud. L'autoroute elle-même a été construite de 1934 à 1937.